# Neoleptoneta capilla
Neoleptoneta capilla là một loài nhện trong họ Leptonetidae.
Loài này thuộc chi Neoleptoneta. Neoleptoneta capilla được Willis J. Gertsch miêu tả năm 1971.